# Saint-Maurice-Colombier
Saint-Maurice-Colombier is een gemeente in het Franse departement Doubs (regio Bourgogne-Franche-Comté) en telt 719 inwoners (1999). De plaats maakt deel uit van het arrondissement Montbéliard.

## Geografie
De oppervlakte van Saint-Maurice-Colombier bedraagt 13,3 km², de bevolkingsdichtheid is 54,1 inwoners per km².
De onderstaande kaart toont de ligging van Saint-Maurice-Colombier met de belangrijkste infrastructuur en aangrenzende gemeenten.

## Demografie
Onderstaande figuur toont het verloop van het inwonertal (bron: INSEE-tellingen).

1. ↑  Populations de référence 2022.